# Kapillarblut
Die Bezeichnung Kapillarblut steht für Blut aus den Endstrombahnabschnitten des Gefäßsystems, den sogenannten Haar- bzw. Kapillargefäßen des Körpers. Im Kapillarblut sind wichtige Informationen über die Stoffwechselprozesse im Körper enthalten, weshalb es für viele Laboruntersuchungen entnommen wird: insbesondere für Schnelltests mit Teststreifen, beispielsweise bei der Stoffwechselstörung Diabetes mellitus zur Messung des Blutzuckerspiegels oder im Rahmen von Tests zur Feststellung von Nahrungsmittelunverträglichkeiten.

## Kapillarblutentnahme
Kapillarblut wird anders als bei der venösen Blutentnahme aus einem größeren Blutgefäß lediglich durch eine Punktion eines gut durchbluteten Körperteils (wie Fingerbeere, Ohrläppchen, Ferse etc.) mit einer scharfen sterilen Lanzette oder einer speziellen Stechhilfe gewonnen. Zuvor wird die zu punktierende Stelle oftmals durch leichte Massage hyperämisiert, desinfiziert und daraufhin etwa 2–3 Millimeter tief eingestochen, meist seitlich des distalen Fingerknochens des dritten bis fünften Fingers. Man sollte eher nicht in den Tastbereich der Fingerbeere stechen, den sogenannten terminalen Tastballen, da dies sehr schmerzhaft sein kann. Durch die Punktion werden Kapillare und kleinere Gefäße verletzt, sodass Blut austritt und sich an der Punktionsstelle sammelt. Das ausgetretene Kapillarblut wird sogleich auf einen Teststreifen bzw. ein Testgerät aufgebracht oder mit einer Glas- oder Messkapillare aufgenommen.

## Unterschied zwischen Kapillarblut und Venenblut
Venöses Blut und Kapillarblut unterscheiden sich in mehreren Aspekten. Die Konzentration von Stoffen im Kapillarblut ist durch Änderung des Gefäßwiderstands und durch veränderte Abfiltration innerhalb kurzer Zeit starken Schwankungen ausgesetzt. Die Messwerte können im Kapillarblut bei einigen Stoffen (zum Beispiel bei Aminosäuren, Glucose etc.) teils etwas höher ausfallen als bei venösem Blut, da das Kapillarblut die Gewebspassage noch nicht vollständig durchlaufen hat (quasiarterielles Blut).